# Bark (żaglowiec)

Szkic barku trzymasztowego, z ożaglowaniem gaflowym na bezanmaszcie

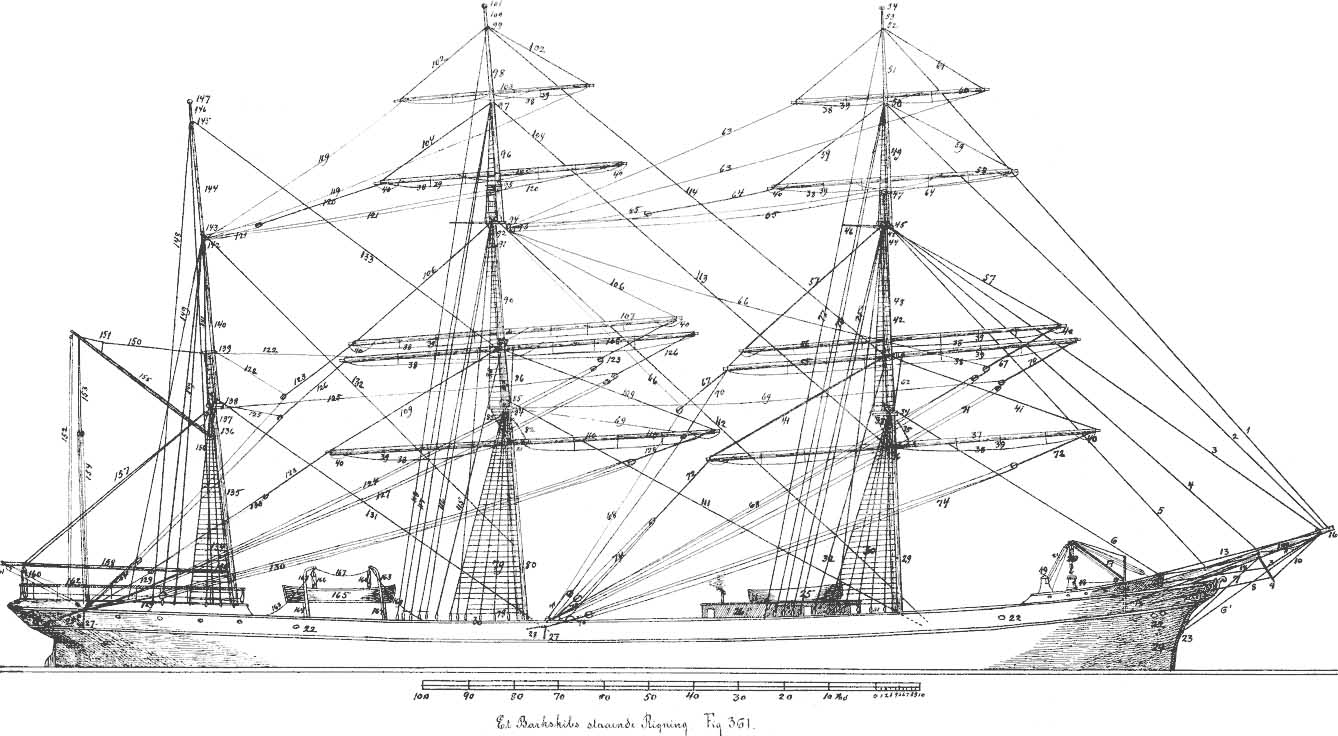
Takielunek trzymasztowego barku

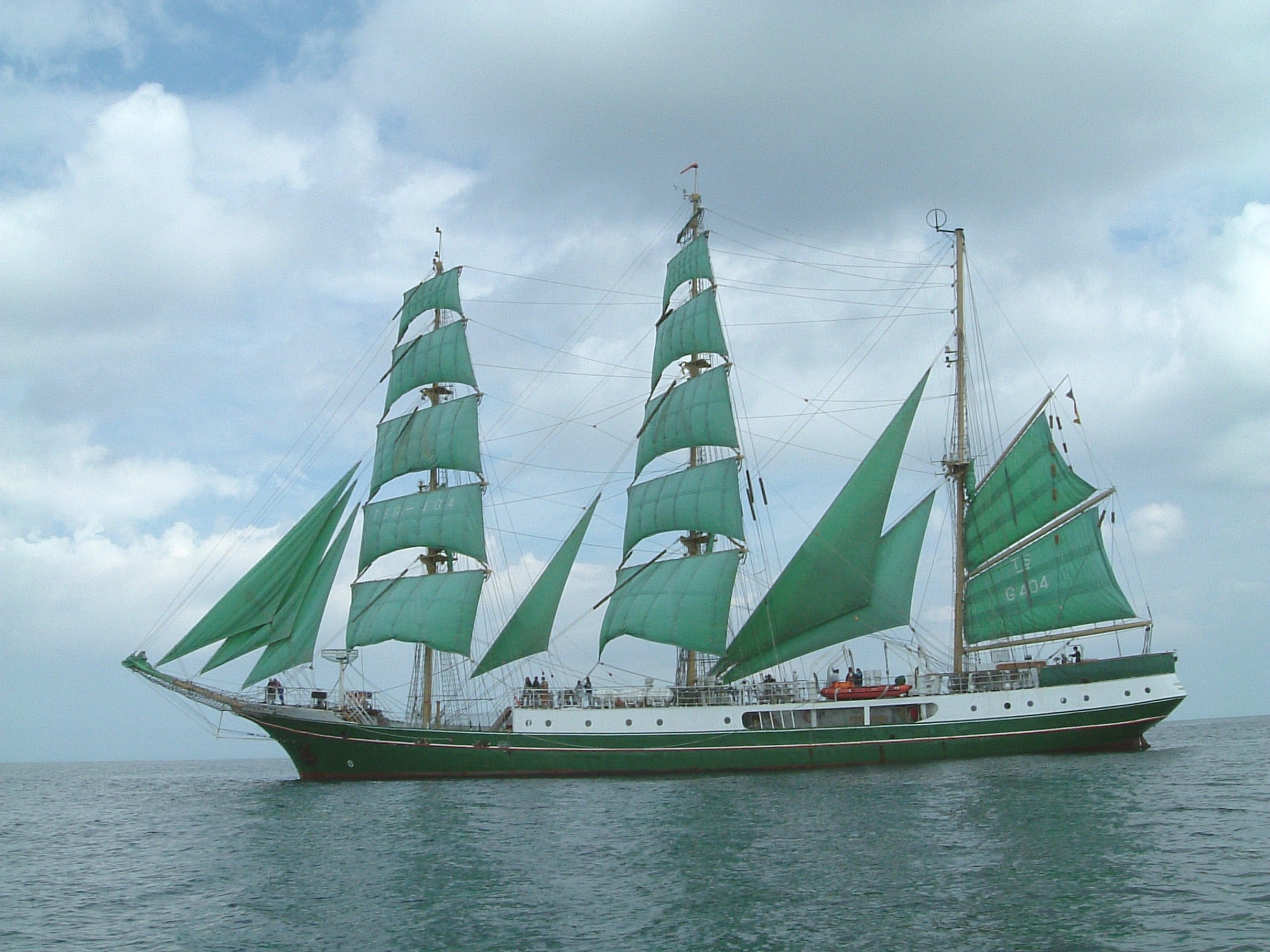
„Alexander von Humboldt”

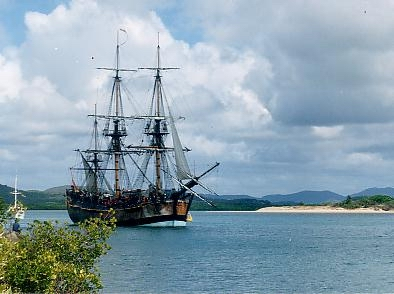
Replika okrętu HM Bark „Endeavour” w Cooktown, 2003

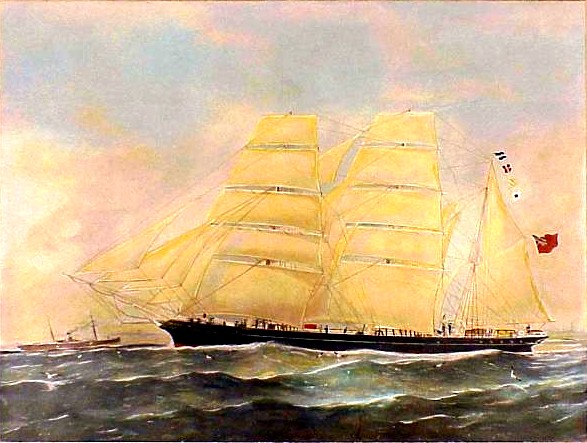
Bark „Otago” – drobnicowiec, który prowadził Joseph Conrad jako kapitan w latach 1888–1889 – ilustracja z I wydania The Mirror of the Sea sporządzony według wskazówek autora

Bark – żaglowiec co najmniej trzymasztowy (rzadziej z większą liczbą masztów), niosący na wszystkich masztach (prócz ostatniego) ożaglowanie rejowe, a na ostatnim ożaglowanie skośne gaflowe lub (rzadziej) bermudzkie. 
W przypadku jednostki trzymasztowej, maszty nazywa się kolejno: fokmaszt, grotmaszt, bezanmaszt. Jeśli masztów jest więcej to grotmaszty są numerowane: pierwszy, drugi...
W XIX wieku barki były bardzo rozpowszechnione wśród statków wielorybniczych. Jednak złota era tego typu jednostek to przełom XIX i XX wieku, kiedy używano ich zarówno jako statków towarowych, jak i szkolnych. Wiele jednostek było nawet specjalnie konstruowanych w tym drugim celu. Barki były wtedy jednymi z największych żaglowców, jakie budowano kiedykolwiek na świecie, a długość ich kadłubów nierzadko przekraczała 100 metrów. Posiadały dodatkowo napęd śrubowy, jednak ich głównym napędem były nadal żagle, pomimo że na wodzie panował już wiek pary. Posiadały również znacznie zautomatyzowaną obsługę w porównaniu do jednostek budowanych jeszcze nie tak dawno przed nimi. Obsługa olbrzymich żagli odbywała się za pomocą wind parowych, co znacznie zmniejszało liczbę potrzebnej załogi. Były więc jednostkami bardzo nowoczesnymi i jednocześnie, paradoksalnie, z powodu żagli były jednostkami z bezpowrotnie mijającej epoki. Były to windjammery.

## Przykłady barków historycznych
- France II – żaglowiec o największej pojemności jaki kiedykolwiek zbudowano
- Herzogin Cecilie – żaglowiec pływający m.in. we flocie Gustafa Eriksona
- General Carleton – angielski statek handlowy, zatonął 27 września 1785 koło Dębek
- Lwów – żaglowiec Szkoły Morskiej w Tczewie
- Otago – statek handlowy, który prowadził kapitan Joseph Conrad w 1888-1889
- Pamir – żaglowiec pływający m.in. we flocie Gustafa Eriksona
- Passat – żaglowiec pływający m.in. we flocie Gustafa Eriksona

## Przykłady barków współczesnych
- Alexander von Humboldt – niemiecki
- Cuauhtemoc – okręt flagowy Marynarki Wojennej Meksyku
- Gorch Fock ex Towariszcz ex Gorch Fock (I) – niemiecki statek szkolny, wcześniej żaglowiec szkolny ukraińskiej Marynarki Wojennej.
- Gorch Fock II – niemiecki statek szkolny Marynarki Wojennej RFN (Bundesmarine)
- STS Lê Quý Dôn – żaglowiec szkoleniowy zbudowany w Gdańsku dla Akademii Marynarki Wojennej Wietnamu
- STS Kruzensztern – rosyjski
- STS Siedow – rosyjski, największy żaglowiec szkolny
- Simon Bolivar
- HM Bark Endeavour – australijski statek – replika XVIII-wiecznego okrętu „Endeavour”, na którym kapitan James Cook odbył pierwszą wyprawę (1768-1771)